# Родин, Георгий Петрович
Гео́ргий Петро́вич Ро́дин (22 апреля 1933, Таганрог, Северо-Кавказский край — 2 января 2016, Таганрог, Ростовская область) — сталевар Таганрогского металлургического завода Министерства черной металлургии СССР, Ростовская область. Герой Социалистического Труда.

## Биография
Родился 22 апреля 1933 в городе Таганрог ныне Ростовской области в семье потомственных сталеваров. Представитель третьего поколения рабочей династии. Еще мальчишкой вместе с братьями Владимиром и Анатолием бегал к отцу на завод, с интересом наблюдал за процессом разливки стали. Общий стаж работы семейной династии Родиных составляет около 500 лет.
В 1947 году поступил в ремесленное училище № 5 (ныне СПТУ № 21), по окончании которого в 1949 году был принят в мартеновский цех № 2 Таганрогского металлургического завода (ТМЗ), где прошел путь от третьего подручного до сталевара высокого класса. 
В 1958 году стал за пульт управления шестой мартеновской печью. С того времени 40 лет вплоть до ухода на заслуженный отдых управлял мартеновской печью, варил броню и сталь для бесшовных труб, железных дорог, метрополитена.
14 марта 1971 года руководимая им бригада провела плавку за 8 часов 50 минут, дала 294 тонны металла. Часовая производительность агрегата составила 33,28 тонны при графике 26,31 тонны. Было сэкономлено около 20 тонн топлива, свыше 13 тонн металлошихты.
Указом Президиума Верховного Совета СССР от 30 марта 1971 года за выдающиеся успехи, достигнутые при выполнении заданий пятилетнего плана по развитию черной металлургии, Георгию Петровичу Родину присвоено звание Героя Социалистического Труда с вручением ордена Ленина и золотой медали «Серп и Молот».
Принимал участие в выпуске «Плавка дружбы» на мариупольском комбинате «Азовсталь», в юбилейной плавке Выксунского металлургического завода, делился своим опытом с металлургами страны на ВДНХ.
Участвовал в выплавке специальной высокопрочной стали для труб, применяемых при бурении сверхглубокой Кольской нефтяной скважины, выплавлял миллионную тонну стали на заводе. Побывал в составе делегаций советских металлургов на предприятиях Болгарии, Кубы и Югославии. Передавал свой опыт, был ведущим сталеваром на многих международных «Плавках дружбы», проводимых на металлургических заводах ГДР, ЧССР, ПНР, представлял нашу страну в Японии.
Заслуженный металлург Российской Федерации. Почётный металлург ОАО «Тагмет».
Избирался депутатом Ростовского областного Совета депутатов трудящихся, депутатом Таганрогского городского Совета, делегатом XV съезда профсоюзов.
В 1998 году вышел на пенсию.
Скончался 11 января 2016 года в Таганроге, где и похоронен.
В 2013 году в Таганроге на улице Осипенко на доме № 33, где жил Г. П. Родин, в память о нём установлена мемориальная доска.

## Награды
- Золотая медаль «Серп и Молот» (30.03.1971)[4]
- Орден Ленина (30.03.1971)[4]
- Орден Знак Почёта(1966)
- Медаль «За трудовое отличие» (21.07.1966)
- Медаль «В ознаменование 100-летия со дня рождения Владимира Ильича Ленина» (6 апреля 1970)